# Saskatchewan
Saskatchewan este provincie localizată în preria din centrul Canadei, între: Alberta în vest, Teritoriile de Nord-vest, Manitoba în est și statele americane Montana și Dakota de Nord în sud. Saskatchewan a aderat la Confederație în data de 1 septembrie 1905.
Capitala provinciei este Regina, iar cel mai mare oraș este Saskatoon. Provincia se întinde pe o suprafață de 651.900 kmp și are 992.995 de locuitori. 
Întrucât nu are niciunde ieșire la mare (având câteva lacuri mai mari doar la nord), Saskatchewan are clima continentală, experimentând ierni foarte grele în toată provincia (minima înregistrată fiind de -56,7 °C la Prince Albert, în anul 1893). Doar în părțile sudice, aproape de hotarul cu S.U.A., verile pot fi chiar toride (maxima înregistrată fiind de +45 °, în anul 1937, la Midale și Yellow Grass). 
Înainte de sosirea europenilor în zonă în 1690, aici au locuit diverse triburi de indieni. Numele provinciei a fost stabilit în 1905, folosindu-se numele râului ce o traversează - "Saskatchewan" însemnând în limba Cree (pr. cri) "puhoi".
În 1992, guvernul regional și cel federal au semnat cu triburile amerindiene din provincie o înțelegere importantă, prin care triburilor li s-au oferit compensații și dreptul de a cumpăra pământ; până acum, ele au achiziționat în jur de 3.079 kmp.
Potrivit recensământului din 2011, mare parte a populației Saskatchewan era de origine europeană, doar în jur de 12,1% reprezentând amerindienii. Ca religie, în 2001, s-a stabilit ca 30% dintre locuitori sunt catolici, 28% sunt protestanți, iar restul sunt atei.